# Lexgraben (Kainach)
Der Lexgraben ist ein rund 1,1 Kilometer langer, linker Nebenfluss der Kainach in der Steiermark.

## Verlauf
Der Lexgraben entsteht im östlichen Teil der Gemeinde Kainach bei Voitsberg, im nordwestlichen Teil der Katastralgemeinde Kohlschwarz, am westlichen Hang des Reinprechtskogels südöstlich des Hofes Lex. Er fließt zuerst in einem flachen Linksbogen, danach in einem flachen Rechtsbogen und anschließend erneut in einem flachen Linksbogen insgesamt nach Südwesten. Im Nordosten der Katastralgemeinde Kainach mündet er nördlich des Hauptortes Kainach bei Voitsberg und südöstlich des Ortsfriedhofes direkt östlich der L341 in die Kainach, die danach nach rechts abbiegt. Auf seinem Lauf nimmt der Lexgraben von links einen sowie von rechts drei unbenannte Wasserläufe auf.